# كيكرالي
كيكرالي، (بالإنجليزية: Cicerale)‏، هي بلدة و(بلدية) في مقاطعة ساليرنو، في منطقة كامبانيا، بجنوب غرب إيطاليا.

## السكان
في سنة 1861 بلغ عدد السكان 2٬061 نسمة، وتطور العدد ليصل في سنة 2011 لـ 1٬233 نسمة.
يظهر هذا المخطط البياني تطور النمو السكاني لـ كيكرالي